# آبلیای چینی
آبلیای چینی (نام علمی: Abelia chinensis) نام یک گونه از سرده آبلیا است.